# Lanca di Santa Marta (Confluenza Po - Banna)
Lanca di Santa Marta (Confluenza Po - Banna) este o arie protejată (arie specială de conservare — SAC, sit de importanță comunitară — SCI, arie de protecție specială avifaunistică — SPA) din Italia întinsă pe o suprafață de 164 ha, integral pe uscat.

## Localizare
Centrul sitului Lanca di Santa Marta (Confluenza Po - Banna) este situat la coordonatele 44°57′05″N 7°41′44″E / 44.9514°N 7.6956°E.

## Înființare
Situl Lanca di Santa Marta (Confluenza Po - Banna) a fost declarat sit de importanță comunitară în septembrie 1995 pentru a proteja 23 de specii de animale. Alte tipuri de protecție:
- arie de protecție specială avifaunistică (în august 2000)[2]
- arie specială de conservare (în februarie 2017)[1][3][4]

## Biodiversitate
Situată în ecoregiunea continentală, aria protejată conține 1 habitat natural: Păduri aluvionare cu Alnus glutinosa și Fraxinus excelsior (Alno-Padion, Alnion incanae, Salicion albae).
La baza desemnării sitului se află mai multe specii protejate:
- păsări (12): pescăruș albastru (Alcedo atthis), egretă mare (Ardea alba), stârc cenușiu (Ardea cinerea), stârc roșu (Ardea purpurea), egretă mică (Egretta garzetta), stârc pitic (Ixobrychus minutus), sfrâncioc roșiatic (Lanius collurio), gaia neagră (Milvus migrans), stârc de noapte (Nycticorax nycticorax), cormoran mare (Phalacrocorax carbo), chiră de baltă (Sterna hirundo), fluierar de mlaștină (Tringa glareola)
- amfibieni (1): Rana latastei
- nevertebrate (1): Oxygastra curtisii
- pești (9): Barbus caninus, Barbus plebejus, Chondrostoma soetta, Cobitis bilineata, Protochondrostoma genei, Rutilus pigus, Sabanejewia larvata, Salmo marmoratus, Telestes muticellus

Pe lângă speciile protejate, pe teritoriul sitului au mai fost identificate 2 specii de amfibieni, 1 specie de mamifere, 1 specie de pești, 2 specii de reptile.